# Acalypha burquezii
Acalypha burquezii är en törelväxtart som beskrevs av Victor W. Steinmann och Richard Stephen Felger. Acalypha burquezii ingår i släktet akalyfor, och familjen törelväxter. Inga underarter finns listade i Catalogue of Life.